# Сен-ле-Нобль
Сен-ле-Нобль (фр. Sin-le-Noble) — коммуна во Франции, регион О-де-Франс, департамент Нор, центр одноименного кантона. Пригород Дуэ, примыкает к нему с востока, в 3 км от центра города, в 3 км от автомагистрали А21 «Рокада Миньер». В 2 км к западу от центра коммуны находится железнодорожная станция Дуэ линии Париж-Лилль; на юге коммуны находится станция Сен-ле-Нобль линии Дуэ-Камбре.
Население (2017) — 15 682 человека.
В XX веке в Сен-ле-Нобль велась добыча угля на двух крупных шахтах — Дежарден компании Anich и Пюит дю Миди группы Douai. Первая была закрыта в 1984 году, вторая — в 1973 году.

## Экономика
Структура занятости населения:
- сельское хозяйство — 0,6 %
- промышленность — 5,9 %
- строительство — 3,9 %
- торговля, транспорт и сфера услуг — 49,5 %
- государственные и муниципальные службы — 40,0 %

Уровень безработицы (2017) — 22,2 % (Франция в целом — 13,4 %, департамент Нор — 17,6 %). 

Среднегодовой доход на 1 человека, евро (2017) — 17 040 (Франция в целом — 21 110, департамент Нор — 19 490).

## Демография
Динамика численности населения, чел.

## Администрация
Пост мэра Сен-ле-Нобля с 2014 года занимает Кристоф Дюмон (Christophe Dumont). На муниципальных выборах 2020 года возглавляемый им независимый список одержал победу в 1-м туре, получив 75,40 % голосов.
| Период | Период | Фамилия        | Партия                                                   | Примечания                                                                    |
| ------ | ------ | -------------- | -------------------------------------------------------- | ----------------------------------------------------------------------------- |
| 1959   | 1977   | Анри Мартель   | Коммунистическая партия                                  | шахтер, член Генерального совета департамента, депутат Национального собрания |
| 1977   | 2000   | Полетт Деблок  | Коммунистическая партия                                  | директор школы                                                                |
| 2000   | 2001   | Тереза Перно   | Коммунистическая партия                                  |                                                                               |
| 2001   | 2008   | Кристиан Пезен | Союз за французскую демократию Союз за народное движение | учитель                                                                       |
| 2008   | 2014   | Кристиан Энтем | Социалистическая партия                                  |                                                                               |
| 2014   |        | Кристоф Дюмон  | Разные правые                                            | управленец                                                                    |

## Знаменитые уроженцы
- Морис Франсуа Аллар (1923—2004), известный фаготист, композитор и педагог

## Города-побратимы
- Чечина, Италия
- Свята Катаржина, Польша
- Йене, Сенегал